# Луис Рамирез де Луцена
Луис Рамирез де Луцена (шп. Luis Ramírez de Lucena; око 1465. — око 1530) био је водећи шпански шахиста у XV и XVI веку.

## Дела о шаху
Аутор је најранијег сачуваног шаховског штампаног текста (шп. Repetición de Amores y Arte de Ajedrez con ci Iuegos de Partido) који је објављен у Саламанци (Шпанија) 1497. године. Књига је подељена у два дела: у првом делу говори се о љубави, док се у другом делу говори о шаху. Дате су анализе 10 шаховских отварања, али обилују елементарним грешкама што је навело шаховског историчара Харолда Мареја да претпостави да је књига писана у журби.
Сем анализе отварања, Луцена у својој књизи наводи и око 150 позиција (шаховских проблема и студија) из разних времена, из периода када шаховска правила још нису задобила модерну форму (в. историја шаха), као и из времена где су правила шаха слична данашњим. Међу тим позицијама, дата је темељна анализа завршнице топа и пешака против топа. Такође, рукопис обилује психолошким саветима у стилу: настојте играти непосредно пошто је ваш противник обилно пио и јео. Сачувано је неколико копија књиге.
Луцени се приписује и Гетиншки рукопис, трактат на латинском језику који на 33 странице садржи сличну мешавину теоријске анализе отварања и шаховских проблема, који је састављен око 1490. године.

## Луценина позиција
|   | a                                                                             | b                                                                             | c                                                                             | d                                                                             | e                                                                             | f                                                                             | g                                                                             | h                                                                             |   |
| 8 | e8 white king · e7 white pawn · g7 black king · a2 black rook · f1 white rook | e8 white king · e7 white pawn · g7 black king · a2 black rook · f1 white rook | e8 white king · e7 white pawn · g7 black king · a2 black rook · f1 white rook | e8 white king · e7 white pawn · g7 black king · a2 black rook · f1 white rook | e8 white king · e7 white pawn · g7 black king · a2 black rook · f1 white rook | e8 white king · e7 white pawn · g7 black king · a2 black rook · f1 white rook | e8 white king · e7 white pawn · g7 black king · a2 black rook · f1 white rook | e8 white king · e7 white pawn · g7 black king · a2 black rook · f1 white rook | 8 |
| 7 | e8 white king · e7 white pawn · g7 black king · a2 black rook · f1 white rook | e8 white king · e7 white pawn · g7 black king · a2 black rook · f1 white rook | e8 white king · e7 white pawn · g7 black king · a2 black rook · f1 white rook | e8 white king · e7 white pawn · g7 black king · a2 black rook · f1 white rook | e8 white king · e7 white pawn · g7 black king · a2 black rook · f1 white rook | e8 white king · e7 white pawn · g7 black king · a2 black rook · f1 white rook | e8 white king · e7 white pawn · g7 black king · a2 black rook · f1 white rook | e8 white king · e7 white pawn · g7 black king · a2 black rook · f1 white rook | 7 |
| 6 | e8 white king · e7 white pawn · g7 black king · a2 black rook · f1 white rook | e8 white king · e7 white pawn · g7 black king · a2 black rook · f1 white rook | e8 white king · e7 white pawn · g7 black king · a2 black rook · f1 white rook | e8 white king · e7 white pawn · g7 black king · a2 black rook · f1 white rook | e8 white king · e7 white pawn · g7 black king · a2 black rook · f1 white rook | e8 white king · e7 white pawn · g7 black king · a2 black rook · f1 white rook | e8 white king · e7 white pawn · g7 black king · a2 black rook · f1 white rook | e8 white king · e7 white pawn · g7 black king · a2 black rook · f1 white rook | 6 |
| 5 | e8 white king · e7 white pawn · g7 black king · a2 black rook · f1 white rook | e8 white king · e7 white pawn · g7 black king · a2 black rook · f1 white rook | e8 white king · e7 white pawn · g7 black king · a2 black rook · f1 white rook | e8 white king · e7 white pawn · g7 black king · a2 black rook · f1 white rook | e8 white king · e7 white pawn · g7 black king · a2 black rook · f1 white rook | e8 white king · e7 white pawn · g7 black king · a2 black rook · f1 white rook | e8 white king · e7 white pawn · g7 black king · a2 black rook · f1 white rook | e8 white king · e7 white pawn · g7 black king · a2 black rook · f1 white rook | 5 |
| 4 | e8 white king · e7 white pawn · g7 black king · a2 black rook · f1 white rook | e8 white king · e7 white pawn · g7 black king · a2 black rook · f1 white rook | e8 white king · e7 white pawn · g7 black king · a2 black rook · f1 white rook | e8 white king · e7 white pawn · g7 black king · a2 black rook · f1 white rook | e8 white king · e7 white pawn · g7 black king · a2 black rook · f1 white rook | e8 white king · e7 white pawn · g7 black king · a2 black rook · f1 white rook | e8 white king · e7 white pawn · g7 black king · a2 black rook · f1 white rook | e8 white king · e7 white pawn · g7 black king · a2 black rook · f1 white rook | 4 |
| 3 | e8 white king · e7 white pawn · g7 black king · a2 black rook · f1 white rook | e8 white king · e7 white pawn · g7 black king · a2 black rook · f1 white rook | e8 white king · e7 white pawn · g7 black king · a2 black rook · f1 white rook | e8 white king · e7 white pawn · g7 black king · a2 black rook · f1 white rook | e8 white king · e7 white pawn · g7 black king · a2 black rook · f1 white rook | e8 white king · e7 white pawn · g7 black king · a2 black rook · f1 white rook | e8 white king · e7 white pawn · g7 black king · a2 black rook · f1 white rook | e8 white king · e7 white pawn · g7 black king · a2 black rook · f1 white rook | 3 |
| 2 | e8 white king · e7 white pawn · g7 black king · a2 black rook · f1 white rook | e8 white king · e7 white pawn · g7 black king · a2 black rook · f1 white rook | e8 white king · e7 white pawn · g7 black king · a2 black rook · f1 white rook | e8 white king · e7 white pawn · g7 black king · a2 black rook · f1 white rook | e8 white king · e7 white pawn · g7 black king · a2 black rook · f1 white rook | e8 white king · e7 white pawn · g7 black king · a2 black rook · f1 white rook | e8 white king · e7 white pawn · g7 black king · a2 black rook · f1 white rook | e8 white king · e7 white pawn · g7 black king · a2 black rook · f1 white rook | 2 |
| 1 | e8 white king · e7 white pawn · g7 black king · a2 black rook · f1 white rook | e8 white king · e7 white pawn · g7 black king · a2 black rook · f1 white rook | e8 white king · e7 white pawn · g7 black king · a2 black rook · f1 white rook | e8 white king · e7 white pawn · g7 black king · a2 black rook · f1 white rook | e8 white king · e7 white pawn · g7 black king · a2 black rook · f1 white rook | e8 white king · e7 white pawn · g7 black king · a2 black rook · f1 white rook | e8 white king · e7 white pawn · g7 black king · a2 black rook · f1 white rook | e8 white king · e7 white pawn · g7 black king · a2 black rook · f1 white rook | 1 |
|   | a                                                                             | b                                                                             | c                                                                             | d                                                                             | e                                                                             | f                                                                             | g                                                                             | h                                                                             |   |

Позиција која може настати у шаховској завршници, а која је названа по Луцени иако се та позиција не помиње у књизи, већ ју је први пут објавио Алесандро Салвио, 1634. године.
Луценина позиција је кључ у свим топовским завршницама. Када на шаховској табли остане краљ, топ и пешак против краља и топа, страна која има материјалну предност (пешака више) добиће партију ако успе да успостави Луценину позицију (види дијаграм). Карактеристична Луценина позиција настаје кад је пешак материјално јаче стране већ доспео на седми ред.